# Oppeid
Oppeid est une localité du comté de Nordland, en Norvège.

## Géographie
Administrativement, Oppeid fait partie de la kommune de Hamarøy.